# Distribution sphérique
 (mars 2017).
Si vous disposez d'ouvrages ou d'articles de référence ou si vous connaissez des sites web de qualité traitant du thème abordé ici, merci de compléter l'article en donnant les références utiles à sa vérifiabilité et en les liant à la section « Notes et références ».
La distribution sphérique D d'une grandeur physique de flux G est une fonction définie sur la sphère unité, qui représente la part de ce flux qui passe au point considéré (ou qui est émise ou reçue par un système physique supposé ponctuel) dans un angle solide élémentaire de direction donnée.
L'étude de la distribution sphérique est nécessaire dès que le flux considéré n'est pas homogène en direction. Ce peut être par exemple un flux électromagnétique ou lumineux, mais également des émissions ou réceptions de particules sur une surface, ou par exemple un flux neutronique.
Dans le cas particulier de l'émission ou de la réception à partir d'un élément de surface, conduisant à alimenter une étendue géométrique élémentaire, la distribution étudiée n'est définie que sur la demi-sphère de rayon unité. L'opérateur pertinent est alors la distribution hémisphérique, la différence entre les deux correspondant au facteur {\displaystyle \scriptstyle \cos \theta } lié à la loi de Lambert.

## Définition
En coordonnées sphériques, la donnée de direction se réduit aux deux coordonnées angulaires (θ, φ), et la mesure d'une distribution sphérique se présente alors comme une fonction de (θ, φ). Indépendamment d'un repère particulier, la distribution se présente comme une fonction du vecteur unitaire {\displaystyle \scriptstyle {\vec {u}}} lorsqu'il parcourt la sphère unité.
La distribution sphérique est la limite du rapport entre le flux restreint à une surface {\displaystyle \scriptstyle {\vec {\mathrm {d} S}}=r^{2}\sin \theta {\vec {\mathrm {d} \theta }}\wedge {\vec {\mathrm {d} \varphi }}}, et l'angle solide de cette surface {\displaystyle \scriptstyle \mathrm {d} \Omega =\mathrm {d} S/r^{2}}, lorsque le diamètre de cette surface tend vers zéro :
{\displaystyle D\ _{({\vec {u}})}={\frac {\partial G}{\partial \Omega }}\ _{({\vec {u}})}=\lim _{S\rightarrow 0}{\frac {G|\Omega }{\mathrm {d} \Omega }}\ _{({\vec {u}})}}
Inversement, on aura donc l'équation différentielle suivante entre la distribution sphérique et la grandeur de flux :
{\displaystyle D_{({\vec {u}})}.{\mathrm {d} \Omega }={\mathrm {d} G}_{({\vec {u}})}}

## Mesure

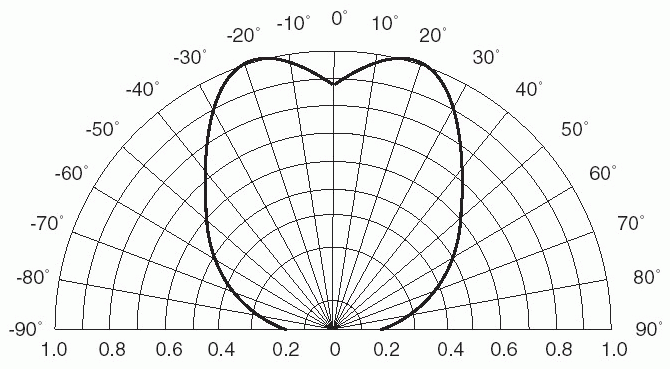
Une indicatrice de rayonnement est une représentation de distribution angulaire limitée au plan horizontal.

La mesure physique de cette limite suppose que l'on puisse d'une manière ou d'une autre isoler le flux émis dans une direction élémentaire, par exemple (si le flux est conservatoire en dehors du système physique considéré) en le limitant à une surface donnée sur une sphère à distance suffisante pour que le système puisse être considéré comme ponctuel.

## Unité et orientation
Si la grandeur physique a pour unité U, sa distribution sphérique s'exprime en U.rad-1.
Un angle solide élémentaire dΩ a une grandeur d'orientation en {\displaystyle 1_{z}}, et peut donc se noter {\displaystyle \scriptstyle {\vec {\mathrm {d} \Omega }}}. Pour être homogène, l'équation différentielle sur la distribution sphérique peut donc se noter comme un produit scalaire, c'est-à-dire que la valeur de la distribution sphérique en direction (θ, φ) peut être représentée par un vecteur  de même direction, et l'opérateur d/dΩ donne un résultat vectoriel :
{\displaystyle {\mathrm {d} G}={\overrightarrow {D_{({\vec {u}})}}}\cdot {\overrightarrow {\mathrm {d} \Omega }}={\overrightarrow {\mathrm {d} /\mathrm {d} \Omega }}(G)_{({\vec {u}})}\cdot {\overrightarrow {\mathrm {d} \Omega }}}

## Intégration

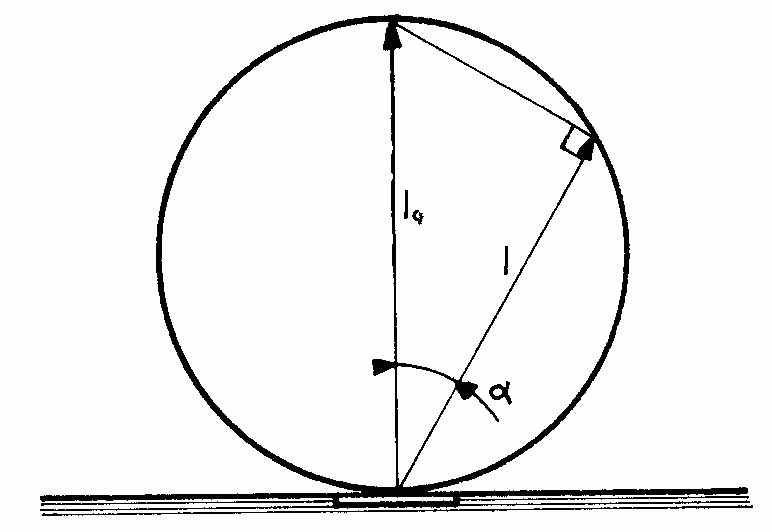
Source orthotrope : le rayonnement du corps noir d'une surface élémentaire a une distribution sphérique symétrique par rapport à la normale à la surface, qui varie en cos(θ) suivant la direction.

L'intégrale de cette distribution sur un secteur angulaire Ω s'analyse comme une intégrale de surface représentant le flux du vecteur de distribution à travers le secteur correspondant de la sphère unité :
{\displaystyle \int _{\Omega }{\mathrm {d} G}=\int _{\Omega }{\overrightarrow {D}}_{({\vec {u}})}\cdot {\overrightarrow {\mathrm {d} \Omega }}=\int _{\Omega }\left({\overrightarrow {D}}_{({\vec {u}})}\cdot {\overrightarrow {u}}\right).{\mathrm {d} \Omega }}
Un cas particulier important est celui de l'intégrale sur un secteur sphérique d'une distribution sphérique constante de norme unité : le flux de la distribution sphérique d'angle solide est dans ce cas la mesure de l'angle solide du secteur considéré :
{\displaystyle \int _{\Omega }{\mathrm {d} \Omega }=\int _{\Omega }{\overrightarrow {u}}\cdot {\overrightarrow {\mathrm {d} \Omega }}=\int _{\Omega }{\overrightarrow {\mathrm {d} /\mathrm {d} \Omega }}(\Omega )\cdot {\overrightarrow {\mathrm {d} \Omega }}}
C'est pour cette raison que si l'angle solide élémentaire a intrinsèquement un caractère vectoriel, son intégrale est en revanche scalaire.
L'intégrale angulaire est l'opérateur inverse de la distribution sphérique . Il faut faire attention à ce que la grandeur ainsi intégrée s'appelle souvent un « flux », mais pas dans le sens d'un écoulement à travers une surface frontière, même quand elle se rapporte à un élément de surface. Par exemple, en radiométrie, la distribution sphérique d'une exitance est la luminance énergétique, définie pour un point de surface et une direction d'angle solide donnés :
{\displaystyle {\overrightarrow {\frac {\partial }{\partial \Omega }}}} {\displaystyle (M_{\mathrm {e} })}= {\displaystyle {\overrightarrow {L_{\mathrm {e} }}}\qquad } ou sous forme intégrale : {\displaystyle M_{\mathrm {e} }} = {\displaystyle \int _{4\pi }{\overrightarrow {L_{\mathrm {e} }}}\cdot {\overrightarrow {\mathrm {d} \Omega }}}
Sous forme intégrale, on dira donc que l'intégrale sur toute la sphère unité d'une luminance énergétique est l'exitance de la surface élémentaire considérée, et par la suite, que l'intégrale de l'exitance sur toute la surface de la source est donc le « flux énergétique » global de cette source ; mais l'exitance n'est pas pour autant un champ vectoriel dont on prendrait le flux total sur la surface : il s'agit bien d'un champ scalaire, la distribution surfacique du flux énergétique.